# 山田邦和
山田邦和（やまだ くにかず、1959年- ）は、日本の考古学者。同志社女子大学教授。

## 人物・来歴
京都市に生まれる。同志社大学文学部文化学科卒業。同大学院文学研究科博士課程前期修了。1997年「須恵器生産の研究」で博士（文化史学）。古代学協会・平安博物館助手、古代学協会・古代学研究所助手、京都文化財団・京都文化博物館学芸員、花園大学教授をへて、同志社女子大学現代社会学部教授。1998年『須恵器生産の研究』で雄山閣考古学特別賞受賞。日本考古学、都市史論。

## 著書
- 『京都』（カラーブックス、保育社、1993年）
- 『須恵器生産の研究』（学生社、1998年）
- 『京都都市史の研究』（吉川弘文館、2009年）ISBN　9784642093187
- 『日本中世の首都と王権都市-京都・嵯峨・福原』（文理閣、2012年）
- 『京都　知られざる歴史探検』上・下（新泉社、2017年）
- 『変貌する中世都市京都（京都の中世史７）』（吉川弘文館、2023年）ISBN　9784642068666

### 共編著
- 『日本の古代遺跡 28　京都II』山中章共著 保育社, 1992.10
- 『歴史のなかの天皇陵』高木博志共編. 思文閣出版, 2010.10
- 『室町政権の首府構想と京都 室町・北山・東山』 (平安京・京都研究叢書）桃崎有一郎共編著. 文理閣, 2016.10
- 『歴史家の案内する京都』仁木宏共編著. 文理閣, 2016.5

## 論文
- <山田邦和